# Seth Lakeman

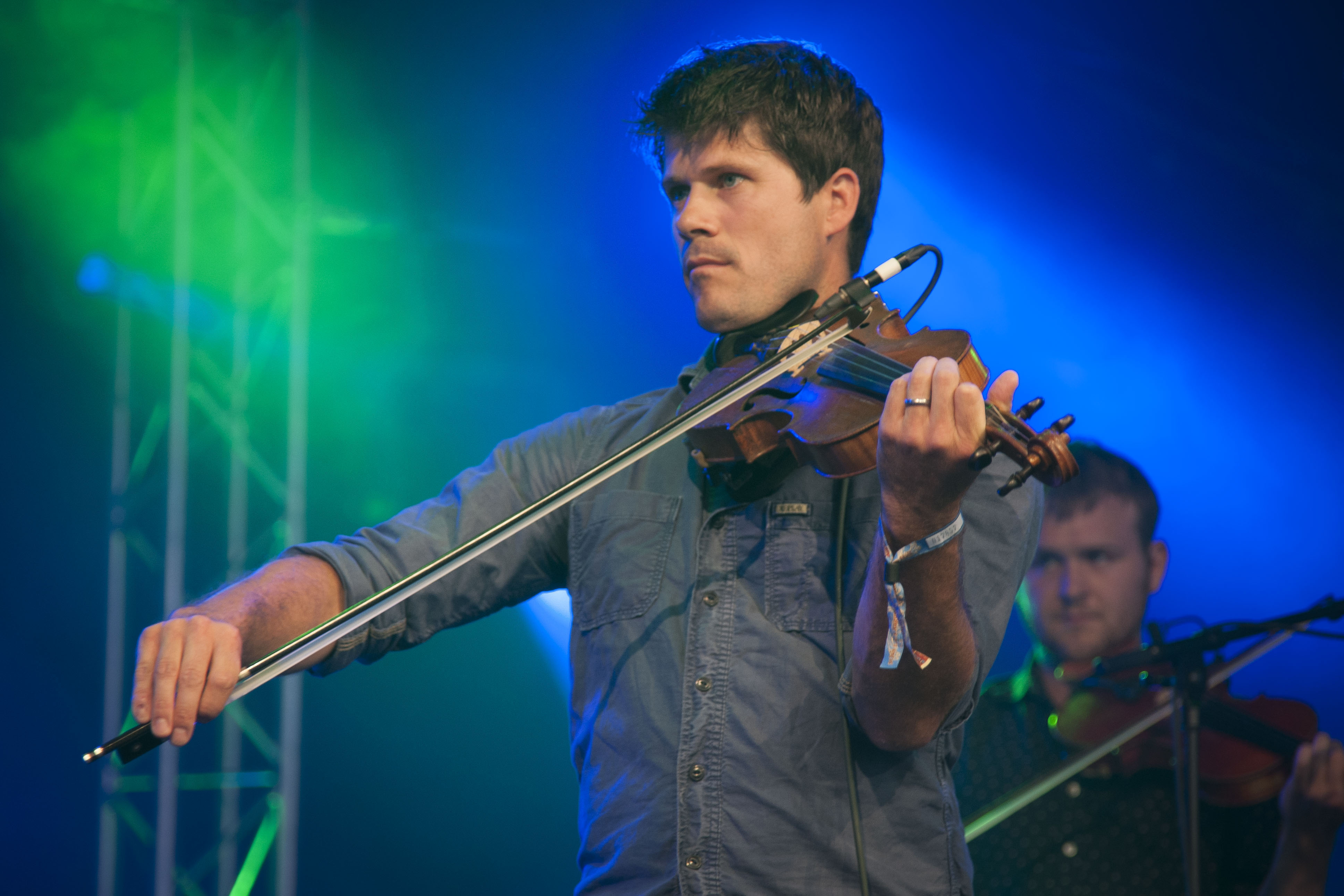
Seth Lakeman 2014 beim Cambridge Folk Festival

Seth Bernard Lakeman (* 26. März 1977 in Yelverton) ist ein britischer Folk-Singer-Songwriter. Ab 2005 kam er mit seinen Alben regelmäßig in die britischen Charts, wobei Freedom Fields und Poor Man’s Heaven (2006 bzw. 2008) seine beiden erfolgreichsten Veröffentlichungen sind. International bekannt bei Fernsehzuschauern ist seine Ballad of Midsomer County aus einer Folge der Krimiserie Inspector Barnaby.

## Biografie
Ursprünglich spielte Seth Lakeman Fiddle und Gitarre in der Band Equation, der auch seine beiden Brüder angehörten. 2001 löste sich die Band auf. Zuerst war er noch Begleitmusiker seiner Schwägerin Cara Dillon, begann aber schon bald mit dem Schreiben von Folksongs mit Geschichten aus dem Dartmoor, in dem er zuhause ist. Sein selbst produziertes Debütalbum The Punch Bowl veröffentlichte er ohne große Ambitionen und bekam dafür auch nur wenig Aufmerksamkeit. Das ausgereiftere, wenn auch wieder mit einfachen Mitteln produzierte zweite Album Kitty Jay stellte er mit einem Auftritt im Dartmoor-Gefängnis vor und insbesondere der Titelsong stieß auf größeres Interesse. Er brachte ihm 2005 sogar eine Nominierung beim Mercury Music Prize ein und sein Auftritt mit dem Lied Kitty Jay am Verleihungsabend rückte ihn ins Rampenlicht. Außerdem brachte er das Album in die Charts.
Ein Jahr später hatte er schon ein drittes Studioalbum fertiggestellt. EMI bot ihm beim Sublabel Relentless einen Plattenvertrag an. Das Album Freedom Fields wurde noch einmal professionell überarbeitet und er kam damit 2006 erstmals in die Top 40. 9 Wochen hielt es sich in den Charts und wurde mit Silber ausgezeichnet. Außerdem hatte er mit dem selbst geschriebenen Lady of the Sea und dem Traditional The White Hare seine einzigen beiden Chartsingles. Sein neuartiger Ansatz mit Fiddle und Pop-Ausrichtung brachte ihm ein junges Publikum und bei den BBC Folk Awards wurde er zweimal ausgezeichnet, als Interpret und für das Album. Beim Album Poor Man’s Heaven, das er 2008 folgen ließ, brachte er zusätzlich noch Rock-Einflüsse mit ein. Es kam auf Platz 8 der Charts und wurde seine zweite Silber-LP.
Der Nachfolger Hearts & Minds kam zwei Jahre später zwar wieder in die Top 20, war aber schon nicht mehr so erfolgreich. Danach lief sein Plattenvertrag aus und Tales from the Barrel House erschien beim Kleinlabel Honour Oak. Das Album wurde ein Flop und kam nicht über Platz 63 hinaus. Mit dem Wechsel zu Cooking Vinyl kam aber der Erfolg wieder zurück. Word of Mouth wurde 2014 sein drittes Top-20-Album. Für die im Jahr darauf ausgestrahlte Folge The Ballad of Midsomer County (deutsch Ein mörderisch guter Song) schrieb und spielte er mit Sängerin Lucie Jones den Titelsong, der darin eine zentrale Rolle spielt.
Ballads of the Broken Few hieß 2016 sein achtes Album. Hierbei wirkte das Frauen-Folktrio Wildwood Kin aus seiner Heimat Devon mit. Es war minimalistischer aufgenommen und näher am klassischen Folk und kam wieder in die Top 20. Im Jahr darauf tourte er als Teil der Sensational Space Shifters von Robert Plant, bevor das Album The Well Worn Path wieder mit größerer Band  erschien. Seine Beteiligung an der Theaterproduktion This Land über die Reise der Pilgerväter von Plymouth nach Amerika inspirierte ihn zu A Pilgrim’s Tale, seinem zehnten Album 2020.

## Diskografie

### Alben
| Jahr | Titel                       | Höchstplatzierung, Gesamtwochen, AuszeichnungChartsChartplatzierungen (Jahr, Titel, Platzierungen, Wochen, Auszeichnungen, Anmerkungen) | Anmerkungen            |
| Jahr | Titel                       | UK | Anmerkungen            |
| ---- | --------------------------- | --- | ---------------------- |
| 2002 | The Punch Bowl              | — |                        |
| 2005 | Kitty Jay                   | UK100 (1 Wo.)UK |                        |
| 2006 | Freedom Fields              | UK32 Silber · (9 Wo.)UK |                        |
| 2008 | Poor Man’s Heaven           | UK8 Silber · (7 Wo.)UK |                        |
| 2010 | Hearts & Minds              | UK17 (2 Wo.)UK |                        |
| 2012 | Tales from the Barrel House | UK63 (1 Wo.)UK |                        |
| 2014 | Word of Mouth               | UK20 (2 Wo.)UK |                        |
| 2016 | Ballads of the Broken Few   | UK18 (1 Wo.)UK | featuring Wildwood Kin |
| 2018 | The Well Worn Path          | UK49 (1 Wo.)UK |                        |
| 2020 | A Pilgrim’s Tale            | UK39 (1 Wo.)UK |                        |

Kollaborationsalben
- Western Approaches (mit Steve Knightley & Jenna Witts, 2004)
- Folk Festival (mit Daniel Goddard, 2011)

### Lieder
| Jahr | Titel Album                        | Höchstplatzierung, Gesamtwochen, AuszeichnungChartsChartplatzierungen (Jahr, Titel, Album, Platzierungen, Wochen, Auszeichnungen, Anmerkungen) | Anmerkungen                                                                               |
| Jahr | Titel Album                        | UK | Anmerkungen                                                                               |
| ---- | ---------------------------------- | --- | ----------------------------------------------------------------------------------------- |
| 2006 | Lady of the Sea (Hear Her Calling) | UK52 (1 Wo.)UK |                                                                                           |
| 2006 | The White Hare                     | UK47 (1 Wo.)UK |                                                                                           |
| 2007 | Poor Man’s Heaven EP               | UK95 (1 Wo.)UK | enthält die Lieder Poor Man’s Heaven, Race to Be King, How Much (live) und Lilywhite Girl |

Weitere Lieder
- The Bold Knight (2005)
- King & Country (2006)
- Kitty Jay (2006)
- The Hurlers (2008)
- Solomon Browne (2008)
- Crimson Dawn (2008)
- Hearts and Minds (2010)
- Tiny World (2010)
- More Than Money (2011)
- Last Rider (2014)
- The Courier (2014)
- The Wanderer (2014)

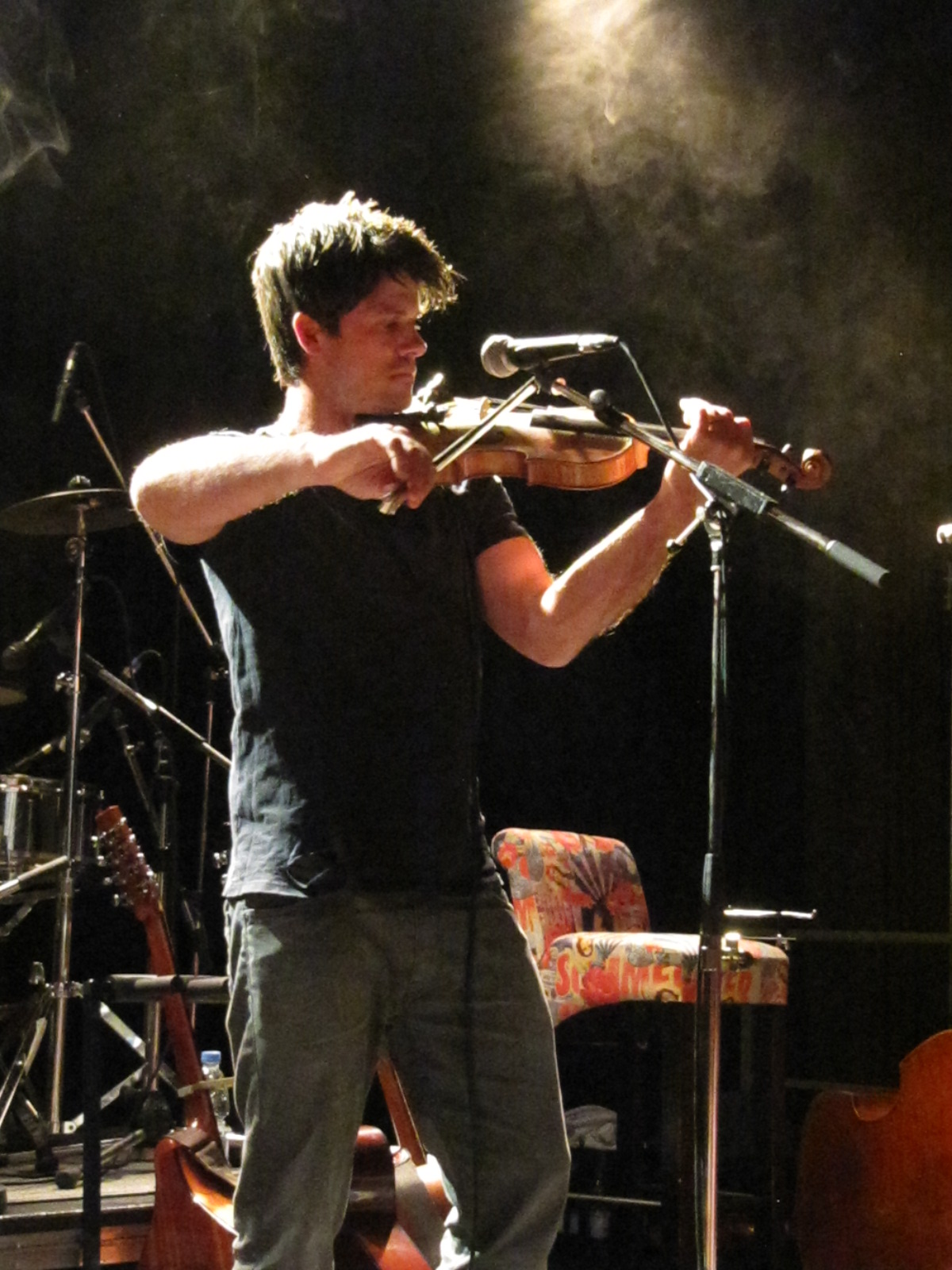
Seth Lakeman 2014 in Stuttgart

- The Ballad of Midsomer County (mit Lucie Jones, 2015)
- Meet Me in the Twilight (mit Wildwood Kin, 2016)
- Everything (mit Wildwood Kin, 2017)
- Divided We Will Fall (2018)